# Joaquín Agrasot
Joaquín Agrasot y Juan (n. 24 decembrie 1836, Oriola, Comunitatea Valenciană, Spania – d. 8 ianuarie 1919, Valencia, Comunitatea Valenciană, Spania) a fost un pictor spaniol în stil realist care a produs multe lucrări în genul costumbrist. 

## Biografie
Agrasot s-a născut în Orihuela. Și-a început studiile în orașul natal și, în 1856, a primit o bursă de la „Diputación Provincial de Alicante”, guvernul local. S-a înscris apoi la Real Academia de Bellas Artes din San Carlos de Valencia, unde a studiat cu restauratorul de artă Francisco Martínez Yago⁠(d), tatăl lui Salvador Martínez Cubells⁠(d). În 1860, a avut prima expoziție la un târg de agricultură din Alicante, unde a primit o medalie de aur.
În anul următor, a primit o altă bursă pentru a studia la Roma. Pe când se afla acolo, a devenit membru al cercului artistic care se aduna la Antico Caffè Greco⁠(d); un grup care i-a inclus pe Eduardo Rosales, José Casado del Alisal și Marià Fortuny. Aceste contacte au avut o influență profundă asupra stilului său. A trimis multe pânze la Expoziția Națională de Arte Plastice și a primit o recunoaștere substanțială.
După trei ani, s-a întors la Orihuela, apoi a locuit la Granada într-o comună de artiști, s-a căsătorit și s-a întors în Italia, rămânând până la începutul anului 1875, când s-a întors în Spania unde a aflat că prietenul său, Fortuny, a murit. De data aceasta, s-a stabilit definitiv la Valencia. În anul următor, a primit o medalie la Expoziția Centennial din Philadelphia. Mai târziu, a devenit membru atât al Real Academia de Bellas Artes de San Fernando, cât și al universității sale, San Carlos. A fost adesea membru al juriului pentru expozițiile Academiilor. A murit la Valencia, la vârsta de 82 de ani.
Deși s-a dedicat în mare măsură picturilor costumbriste, care au fost adesea criticate ca fiind prea comerciale, picturile sale pe subiecte istorice au fost foarte populare. În 1884, guvernul spaniol a cumpărat tabloul său „Moartea marchizului del Duero” pentru a fi expus la Senat.

## Picturi (selecție)

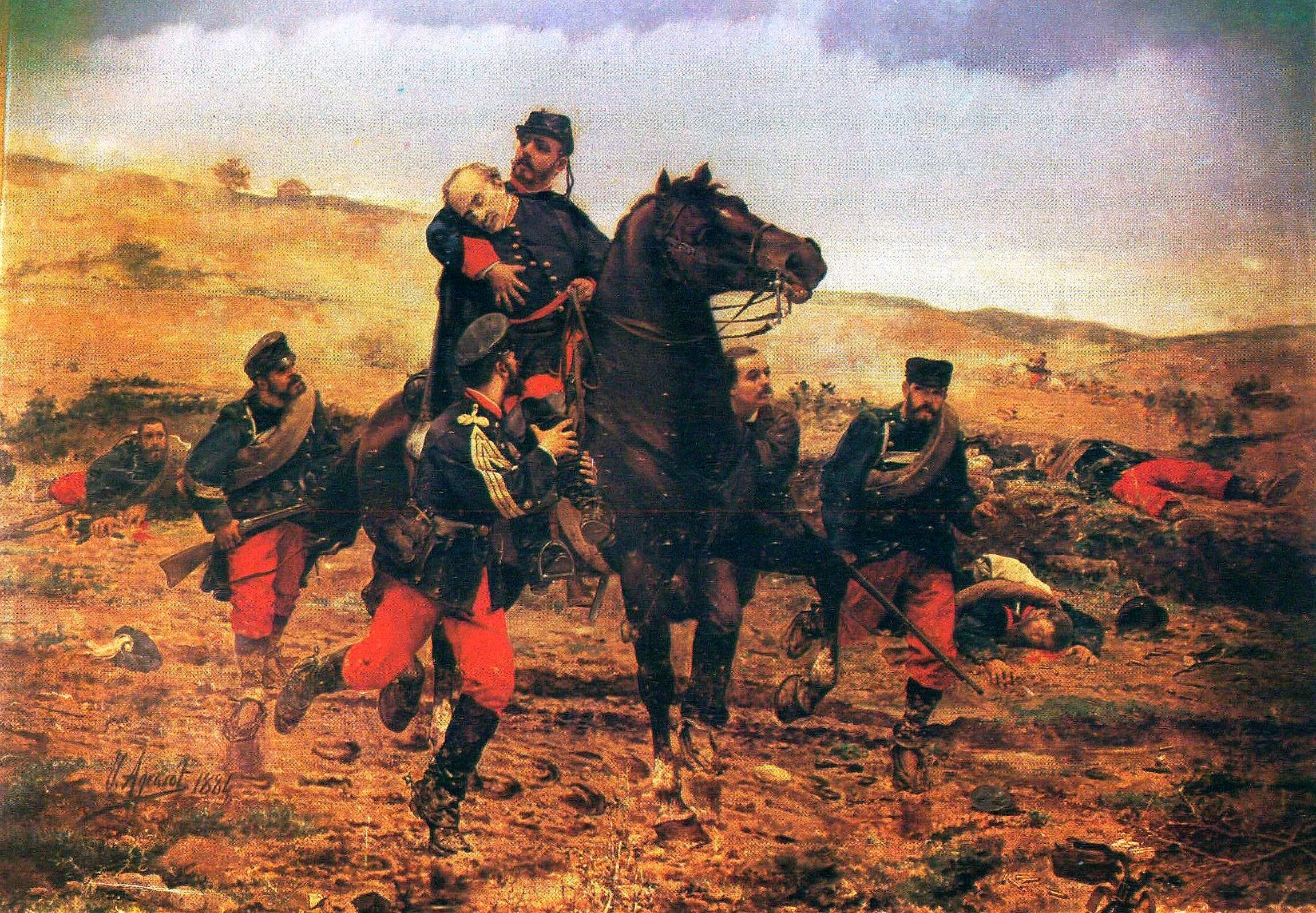
Moartea marchizului del Duero⁠(d) (1884)
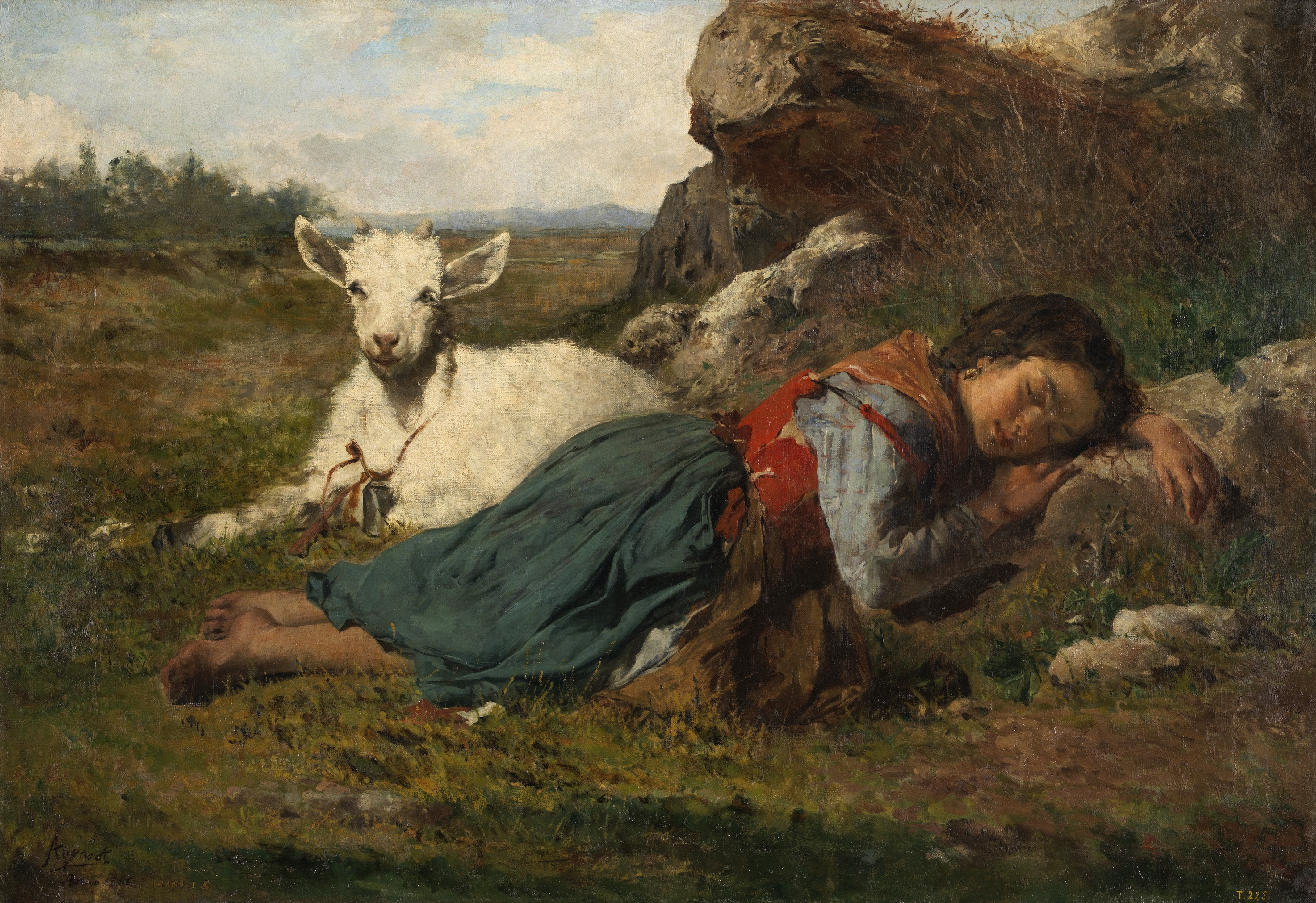
Doi prieteni (1866)
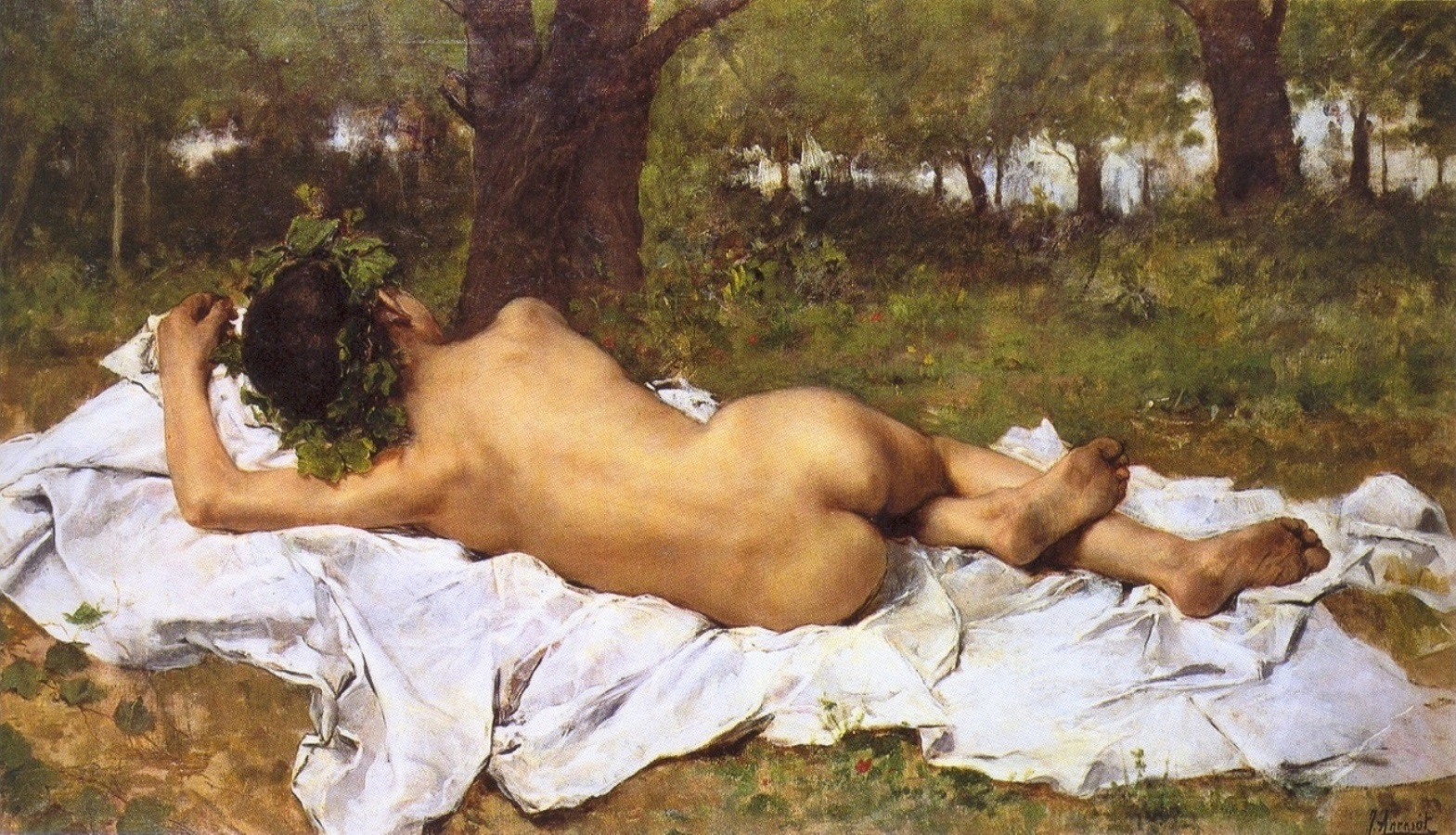
Tânărul Bacchus (1872)
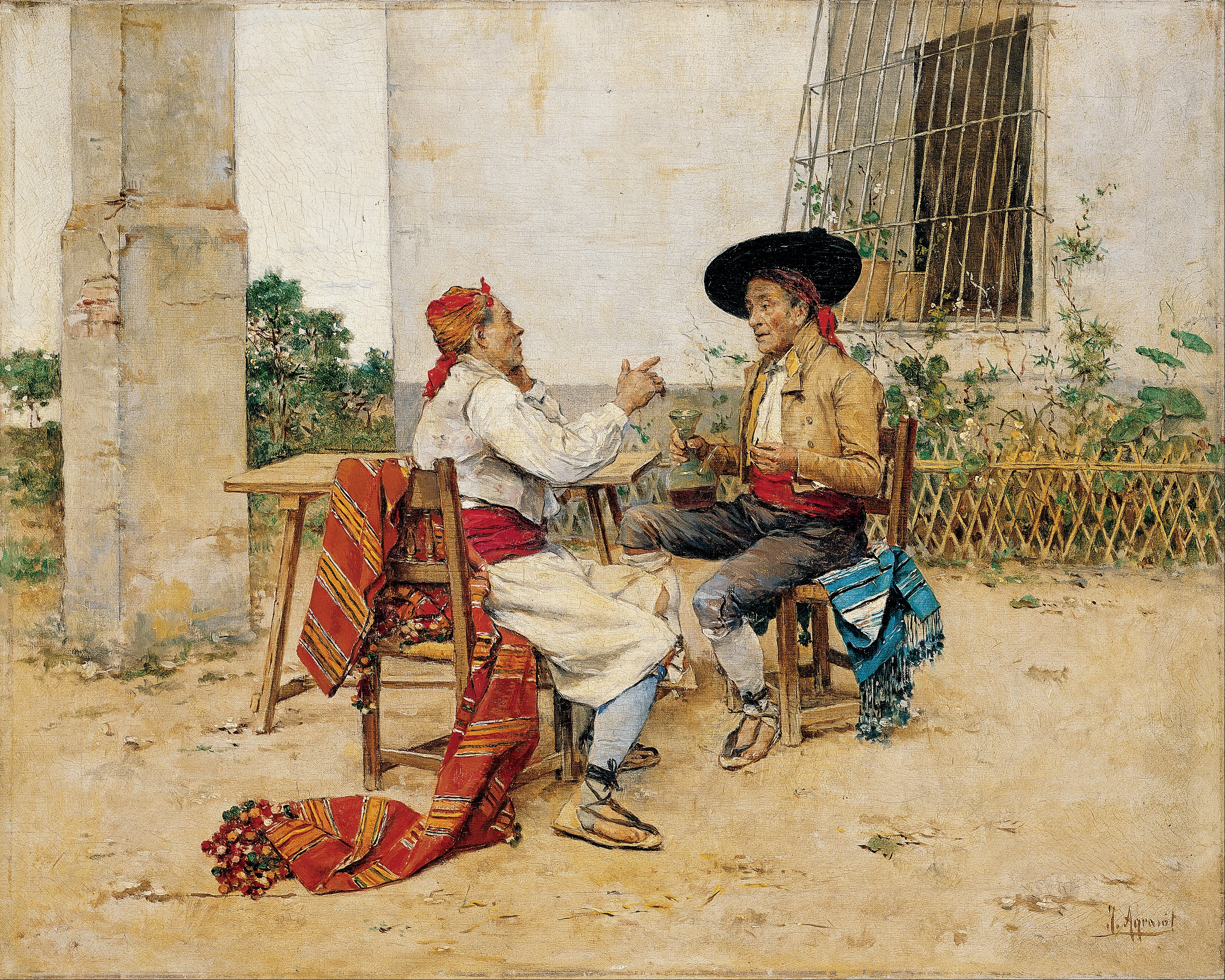
Doi locuitori din Valencia Huerta⁠(d) (sfârșitul anilor 1880)
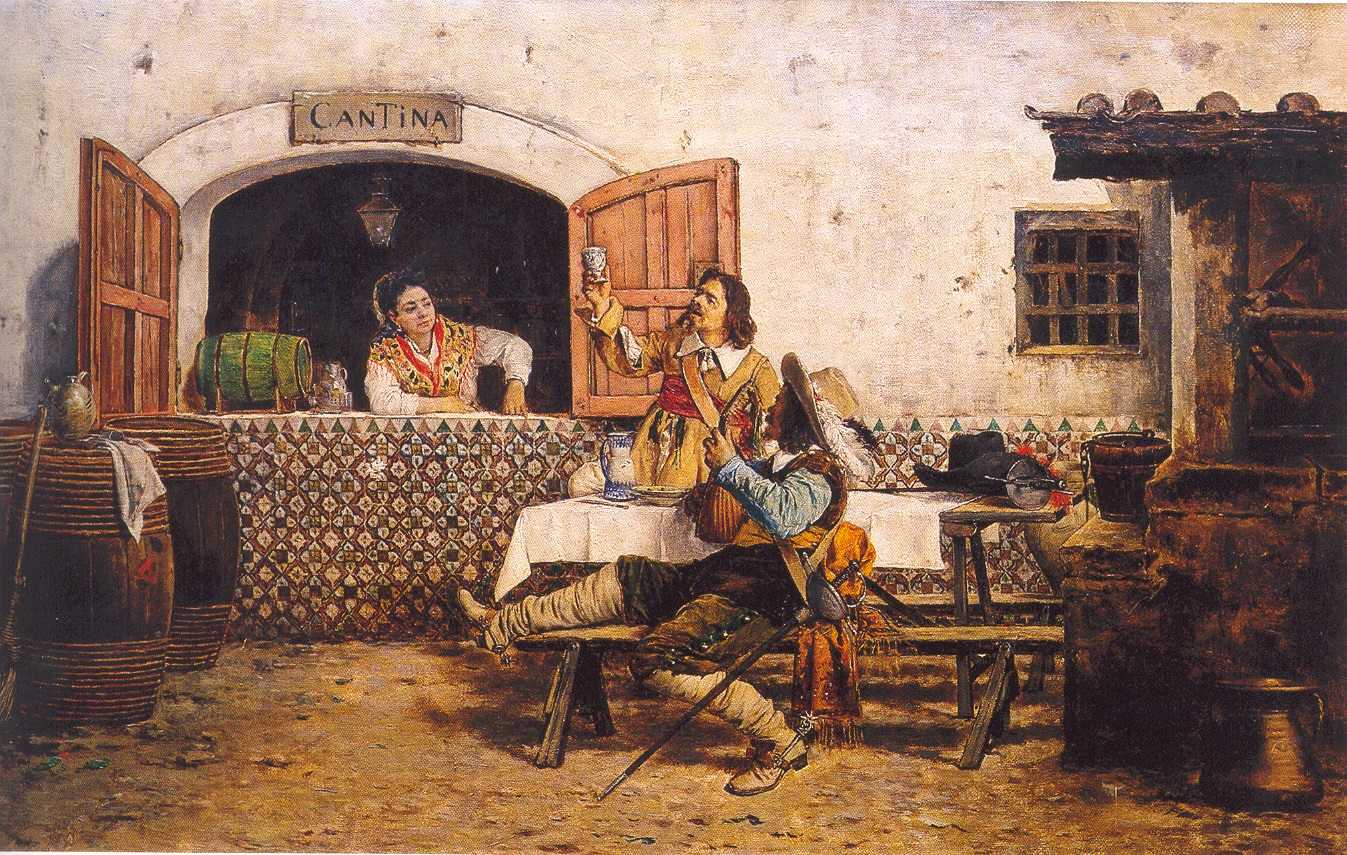
Muschetari așezați în afara unei cantine (1885 - 1890)